# Шандаша
Шандаша — река в Актюбинской области Казахстана и Оренбургской области России. Левый приток реки Мендыбай.

## Описание
Длина реки 27 км. Исток к западу от аула Бозтобе в Казахстане. Течёт через аул на восток-северо-восток. Среднее и нижнее течение проходит в границах России — на берегах расположены сёла Екатеринославка и Кинжебулак. Впадает в южный берег Красночабанского водохранилища (в средней части реки Мендыбай).
В верховьях ниже аула на реке имеется пруд.
Этимология
Гидроним имеет тюркское происхождение: сравните казахское шан — «пыль», -да — аффикс, аша — «развилина» («пыльная развилина»).

## Данные водного реестра
По данным государственного водного реестра России относится к Уральскому бассейновому округу, водохозяйственный участок реки — Урал от Ириклинского гидроузла до города Орск. Речной бассейн реки — Урал (российская часть бассейна).
Код объекта в государственном водном реестре — 12010000412112200003925.